# Штейгер, Анатолий Сергеевич

Первое издание А. Штейгера в России: библиофильская серия «Серебряный пепел»

Анато́лий Серге́евич Ште́йгер, барон (7 (20) июля 1907, с. Николаевка Черкасского уезда Киевской губ. — 24 октября 1944, Лейзан, Швейцария) — русский поэт, один из наиболее значительных поэтов «первой волны» русской эмиграции. Стихи, сохраняя авторскую индивидуальность, в большой степени выражают эстетику «парижской ноты».

## Биография
Происходил из старинного швейцарского рода. Отец — барон Сергей Эдуардович Штейгер (1868—1937), земский деятель, предводитель дворянства Каневского уезда, депутат IV Государственной думы (1913). Имел двух сестёр, одна из которых — Алла (в замужестве Головина) была поэтессой, известной в Русском Зарубежье. Брат оставшийся в России — Штейгер, Борис Сергеевич (1892—1937), сотрудник Наркомпроса и агент ОГПУ.
Семья эмигрировала в Константинополь в 1920 г., в дальнейшем А. Штейгер жил в Чехословакии, во Франции и (с 1931) в Швейцарии. Во время Второй мировой войны писал антинацистские памфлеты. С детства был болен тяжёлой формой туберкулёза, от которого и умер в возрасте 37 лет.
Важным литературным и человеческим документом является обширная переписка А. Штейгера и М. Цветаевой (личная встреча между ними состоялась всего один раз). Штейгер является адресатом стихотворного цикла Цветаевой «Стихи сироте» (август-сентябрь 1936 г.).
Автор сборников стихов «Этот день» (1928), «Эта жизнь» (1931), «Неблагодарность» (1936); посмертно издан итоговый сборник «Дважды два четыре» (1950; под тем же названием в 1981 г. опубликовано и наиболее полное собрание стихов в Нью-Йорке). Получил известность в основном как один из представителей так называемой «Парижской ноты» — литературного течения в поэзии Русского Зарубежья, существовавшего в середине 1930-х годов. Творчество Штейгера пропагандировал духовно близкий ему литературный критик Г. Адамович. В поэзии, отмеченной влиянием М. Кузмина, Г. Иванова, Г. Адамовича, но в то же время глубоко индивидуальной, преобладает лирическая миниатюра (одна или несколько строф, часто с дополнительной «сверхсхемной» последней строкой), мотивы одиночества, ностальгии, хрупкости мира, предчувствия смерти. В метрике в основном разрабатывал классические размеры, использовал также 3-иктный дольник.

## Сочинения
- Этот день, Paris, 1928
- Эта жизнь, Paris, 1931
- Неблагодарность, Paris, 1936
- 2x2 = 4, Paris, 1950, 2-е изд. — New York, 1982
- Самоубийство. Рассказ // «Русская мысль», 1984, 24.5., 7.6.
- Детство. Воспоминания // «Новый журнал», № 154, 1984
- Мертвое «да»: Стихотворения, проза, воспоминания, письма. — Рудня-Смоленск: Мнемозина, 2007. — 488 стр. (Серия «Серебряный пепел»)
- Этот день: Избранное / Сост. В. Кудрявцева. — М.: Престиж Бук, 2017. — 480 с. — (Серия «Золотой Серебряный век»).